# Charles B. Rangel

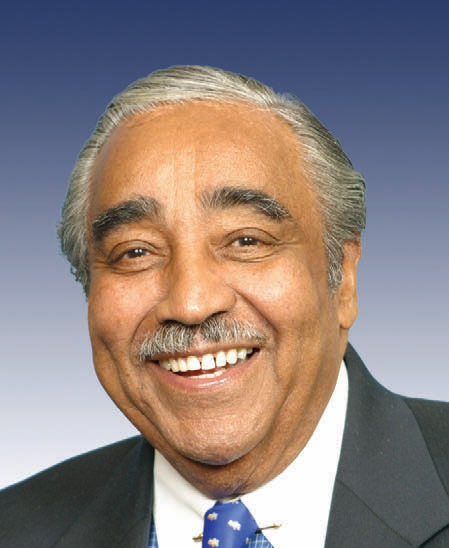
Charles B. Rangel.

Charles Bernard Rangel, född 11 juni 1930 i New York, död 26 maj 2025 i New York, var en amerikansk demokratisk politiker. Han var ledamot av USA:s representanthus 1971–2017.
Rangel tjänstgjorde 1948–1952 i USA:s armé. Han belönades med en Bronze Star för tapperhet i fält i Koreakriget. Han utexaminerades 1957 från New York University och avlade 1960 juristexamen vid St. John's Law School.
Rangel besegrade sittande kongressledamoten Adam Clayton Powell i demokraternas primärval inför kongressvalet 1970. Han vann sedan i själva kongressvalet och efterträdde Powell i representanthuset i januari 1971. Han omvaldes 22 gånger innan han avstod från att ställa upp i valet 2016.